# Umfeldsteuerung
Die Aufgaben der sogenannten Umfeldsteuerung umfassen vor allem die Bedienung von häuslichen Einrichtungen mit Hilfe von elektronischen und elektromechanischen Geräten. Besondere Bedeutung kommt der Umfeldsteuerung auf dem Gebiet der Hilfen für Personen mit körperlichen Defiziten zu.

## Anwendungen
Es gibt z. B. die Möglichkeit, durch eine Kombination von Telefonanlage und PC, sowie spezieller Software, elektrischer Tür- und Fensteröffner, Leuchten, TV und DVD, HiFi-Anlage, Heizungsregelung und vieles mehr durch Sprachsteuerung zu bedienen, etwa mit Amazon Alexa. Hierbei kommen Infrarot- und Funkübertragung zum Einsatz. Weiterhin ist es möglich, per Programmierung einer speziellen Elektro-Rollstuhlsteuerung aus dem Rollstuhl heraus Geräte mithilfe von Infrarot oder Funk zu bedienen. Hierzu werden die entsprechenden Codes der Original-Fernbedienungen in entsprechenden Speicherplätzen der Rollstuhl-Zusatzsteuerung eingelernt. Diese Befehle lassen sich dann mit einem Joystick auswählen und durch Knopfdruck senden. Anstelle der Joysticksteuerung können auch andere Eingabegeräte genutzt werden, wie z. B. Saug-/Blasschalter oder sogar eine Augensteuerung, bei der die Pupillenbewegungen von einer Kamera aufgenommen und per Software in eine Mauspfeilbewegung umgesetzt werden. Wurde beispielsweise ein Menüpunkt ausgewählt, wird ein Klick entweder zeitgesteuert automatisch (Dwell- oder Verweil-Klick) ausgelöst, oder „manuell“ durch z. B. zweimaliges Augenzwinkern.